# Diözese Ely
Das Bistum Ely (lateinisch Dioecesis Eliensis) ist eine Diözese in der Kirchenprovinz Canterbury der Church of England mit Sitz in Ely. Bis zur englischen Reformation war es eine römisch-katholische Diözese. Ihr Gebiet umfasst den größten Teil von Cambridgeshire und das westliche Norfolk.

## Geschichte

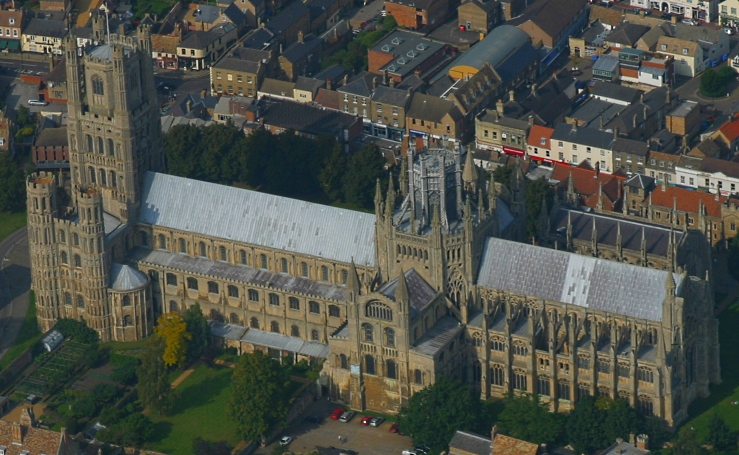
Kathedrale von Ely

Das Bistum Ely wurde am 11. November 1108 durch Papst Paschalis II. aus Gebietsabtretungen der Diözese Lincoln errichtet. Bischof Hervey wählte als Kathedrale die Kirche des Benediktinerklosters der Stadt Ely.
Der letzte römisch-katholische Bischof, Thomas Thirlby, wurde im Jahre 1559 von Königin Elisabeth I. abgesetzt. 
Das katholische Bistum Ely war dem Erzbistum Canterbury als Suffraganbistum unterstellt und gliederte sich in etwa 140 Pfarreien. 

## Struktur
Zur heutigen Diözese gehören über 300 Pfarreien, die sich in zwei Archidiakonate (Huntingdon & Wisbech sowie Cambridge) gliedern. Huntingdon ist auch Sitz eines Suffraganbischofs.